# La Cropte
La Cropte é uma comuna francesa na região administrativa da Pays de la Loire, no departamento de Mayenne. Estende-se por uma área de 14,15 km². Em 2010 a comuna tinha 215 habitantes (densidade: 15,2 hab./km²).